# Clearwater County (Alberta)
Das Clearwater County ist einer der 63 „municipal districts“ in Alberta, Kanada. Der Verwaltungsbezirk gehört zur „Census Division 9“ und ist Teil der Region Zentral-Alberta. Der Bezirk als solches wurde zum 1. April 1945, durch Zusammenlegung mehrerer anderer Verwaltungsbezirke, eingerichtet (incorporated als „Improvement District No. 58“) und sein Verwaltungssitz befindet sich in der Kleinstadt Rocky Mountain House.
Der Verwaltungsbezirk ist für die kommunale Selbstverwaltung in den ländlichen Gebieten sowie den nicht rechtsfähigen Gemeinden, wie Dörfern und Weilern und Ähnlichem, zuständig. Für die Verwaltung der Kleinstädte (englisch Town) in seinen Gebietsgrenzen ist er nicht zuständig.

## Lage
Der „Municipal District“ liegt im zentralen Westen der kanadischen Provinz Alberta, östlich der kanadischen Rocky Mountains und am Übergang zum ostwärts gelegenen Palliser-Dreieck. Im Süden verläuft die Bezirksgrenze südlich des Red Deer River, während im Norden die Bezirksgrenze nahe dem North Saskatchewan River verläuft. Im Westen und Nordwesten folgt die Grenze des Bezirks dem Brazeau River. Weiterhin wird der Bezirk vom James River und vom Raven River durchflossen. Im Westen stößt der Bezirk an den Jasper-Nationalpark sowie den Banff-Nationalpark. 
Die Hauptverkehrsachsen des Bezirks sind der in Ost-West-Richtung verlaufende Alberta Highway 11 sowie in Nord-Süd-Richtung der Alberta Highway 22.
Im Norden des Bezirks finden sich zwei Reservate der First Nations, zum einen das einer Gruppe der Cree (Sunchild First Nations) und zum anderen der Saulteaux (O'Chiese). Laut dem „Census 2016“ leben im 53,51 km² großen Sunchild-Reservat 749 Menschen, während im 140,20 km² großen O'Chiese-Reservat 789 Menschen leben. Ein weiteres kleineres Reservat (Big Horn 144a), hier verschiedener Gruppen der Stoney Nakoda Nation, findet sich im Westen des Bezirks. Laut dem „Census 2016“ leben in dem bezirksübergreifenden 22,28 km² großen O'Chiese-Reservat 237 Menschen.
Im Westen des Bezirks, nahe dem Weiler Nordegg findet sich ein wichtiges historisches Kohleabbaugebiet. Dieses Gebiet und die alte Mine wurden am 15. Juni 2001 zur National Historic Site of Canada erklärt. Außerdem befinden sich mit dem Crimson Lake Provincial Park und dem Ram Falls Provincial Park zwei der Provincial Parks in Alberta im Bezirk.
| Yellowhead County                | Brazeau County                              | County of Wetaskiwin No. 10 Ponoka County |
| Improvement District 12 (Jasper) | Kompassrose, die auf Nachbargemeinden zeigt | Lacombe County Red Deer County            |
| Improvement District 09 (Banff)  | Municipal District of Bighorn No. 8         | Mountain View County                      |

## Bevölkerung
| Jahr | Erhebung          | Einwohner | Änderung | Fläche (km²) | Bev.-dichte (EW/km²) |
| ---- | ----------------- | --------- | -------- | ------------ | -------------------- |
| 2016 | Volkszählung 2016 | 11.947    | - 2,7 %  | 18.682,45    | 0,6                  |
| 2011 | Volkszählung 2011 | 12.278    | + 3,8 %  | 18.691,78    | 0,7                  |

## Gemeinden und Ortschaften
Folgende Gemeinden liegen innerhalb der Grenzen des Verwaltungsbezirks:
- Stadt (City): keine
- Kleinstadt (Town): Rocky Mountain House
- Dorf (Village):  Caroline
- Weiler (Hamlet): Alhambra, Condor, Leslieville, Nordegg, Withrow

Außerdem bestehen noch weitere, noch kleinere Ansiedlungen und zahlreiche Einzelgehöfte sowie mehrere Sommerdörfer. Weiterhin liegen im Bezirk auch mehrere Kolonien der Hutterer.